# Carlos Esplá Rizo
Carlos Esplá Rizo   (Alacant, 23 de juny de 1895 - Ciutat de Mèxic, 6 de juliol de 1971) fou un polític i periodista valencià.

## Biografia
Va néixer en el si d'una família de la petita burgesia alacantina, d'orientació republicana. El seu avi havia participat en la Revolució de 1868 i en la proclamació de la Primera República. Van ser els seus mestres dues figures rellevants dels ambients republicans alacantins: el doctor Antonio Rico i el poeta Salvador Sellés, que li van inculcar alguns trets que serien decisius en el seu compromís polític, com l'amor a la humanitat, a la llibertat i a la justícia social. El seu compromís polític va ser fruit dels successos de la Setmana Tràgica i de l'afusellament de Francesc Ferrer Guàrdia. Juntament amb altres joves republicans, va fundar El Luchador en 1913, en el qual va escriure nombrosos articles denunciant la monarquia. En 1916, després d'escriure un d'aquests articles, en el qual acusava de corrupció i de traïció als ideals democràtics a José Francos Rodríguez i Melquíades Álvarez, va ser bandejat per quatre anys a València, bastió del republicanisme "blasquista". Allí va seguir desenvolupant la seva vocació periodística, en el periòdic blasquista El Pueblo entrant en contacte amb figures rellevants del republicanisme, com el periodista Roberto Castrovido Sanz, Marcel·lí Domingo i Sanjuán, Ricardo Samper Ibáñez, Juli Just Jimeno, Félix Azzati, o el mateix Blasco Ibáñez, del qual va ser secretari. A València es va integrar plenament en el moviment republicà local escrivint articles contra els germanòfils durant la Gran Guerra, oposant-se a l'aventura colonial al Marroc, defensant l'escola única i la justícia social. El seu compromís i dedicació el van portar a ser elegit president de la Joventut Republicana de València. En 1921 va ser un dels membres de la comissió organitzadora de l'homenatge que la ciutat es disposava a tributar a Blasco Ibáñez. Aquest va ser l'inici de la relació entre el periodista i l'escriptor. En aquesta època, Esplá va ingressar en la maçoneria. En 1922 es va iniciar en la Lògia Regional de Llevant, prenent com a nom simbòlic Gorki. Segons els estudiosos, Esplá, ateu i anticlerical, es va adherir a la maçoneria per motius estrictament polítics. Seguiria sent un actiu maçó durant tota la seva vida.
En 1923 va ser a París com a corresponsal de Las Provincias, pensant romandre-hi tres mesos. Al final van ser set anys els que va romandre a la capital francesa, convivint inicialment en una modesta pensió del Barri Llatí de París amb el periodista català Francisco Madrid. Durant la dictadura de Primo de Rivera, a més de la seva activitat periodística, va ser molt actiu dins de l'exili espanyol. Va ser l'editor d'España con Honra, òrgan d'expressió dels exiliats, va mantenir una estreta relació amb Miguel de Unamuno, Amadeu Hurtado, com també amb Blasco Ibáñez, i es va implicat en diverses conspiracions republicanes, unint-se a José Sánchez Guerra en el seu intent a València de revoltar militarment la plaça contra el dictador (1929), acció que va resultar un rotund fracàs.
En 1925, va començar a col·laborar amb els periòdics madrilenys El Heraldo de Madrid i El Liberal. Posteriorment seria també corresponsal del diari madrileny El Sol, la qual cosa li va permetre viatjar per tot Europa. En 1930 va ser nomenat, a Ginebra, vicepresident de l'Associació Internacional de Periodistes, entitat que agrupava els corresponsals destacats davant la Societat de Nacions. La nòmina dels periòdics en els quals va col·laborar durant el seu període parisenc és enorme: a part dels ja citats, La Voz, La Vanguardia, La Publicitat, El Pueblo, El Luchador i el Diario de Alicante. També va col·laborar intensament en Hojas Libres, el periòdic opositor a Primo de Rivera que dirigia a Hendaia Eduardo Ortega y Gasset. La marxa de Nicolás María de Urgoiti com a propietari d'El Sol el va fer abandonar aquest periòdic a principis de 1931. Al març va decidir tornar a Espanya per col·laborar en l'esforç de la Conjunció Republicano-Socialista per a les eleccions municipals d'abril. Celebrades les eleccions l'11 d'aquest mes, el 14 a la tarda, Carlos Esplá proclamava oficialment la república al govern civil d'Alacant.

## Segona República i Guerra Civil
Després de la proclamació de la Segona República Espanyola el 14 d'abril de 1931, va ser nomenat successivament governador civil d'Alacant, a petició d'Indalecio Prieto i Marcel·lí Domingo Sanjuan cap de l'oficina de premsa en el Ministeri d'Estat, i governador civil de Barcelona, en substitució de Lluís Companys, gràcies a les bones relacions amb els nacionalistes catalans.
Va dimitir per presentar-se a les eleccions constituents de juny de 1931 per Alacant, com a republicà independent dins de la candidatura republicana-socialista, Esquerra Republicana Socialista (que incloïa només socialistes, radical-socialistes i independents); fou el candidat més votat a la ciutat d'Alacant i resultà elegit diputat. Poc després es va integrar en Acció Republicana, el partit de Manuel Azaña. En fer-se càrrec Azaña de la prefectura del govern, Esplá va ser nomenat sotssecretari de Governació, càrrec que va ocupar fins a poc abans de les eleccions de 1933 i des del qual va ser testimoni d'un període d'efervescència revolucionària i contrarrevolucionaria, amb successos com els de Casas Viejas, Arnedo, Epila, Castilblanco, i la Sanjurjada. Va ser també president de la Comissió de Transferències de l'Estatut de Catalunya. El desastre del republicanisme d'esquerres en les eleccions del 1933 li va impedir revalidar la seva acta de diputat. Esplá va ser el candidat més votat en la primera volta a la ciutat d'Alacant, dins de la candidatura d'Esquerres Republicanes (Acció Republicana i Partit Radical Socialista Independent), que fou globalment la triomfadora en aquesta primera volta a la capital, si bé el triomf va correspondre a la candidatura dretana a la província. Al no haver obtingut cap candidat el 40% requerit segons la llei electoral, va caldre anar a una segona volta. No obstant això, l'actitud del PSOE de concórrer en solitari en la segona volta va produir la retirada dels candidats de les Esquerres Republicanes per no dispersar el vot i no propiciar el triomf de la candidatura dretana, per la qual cosa Esplá va perdre l'oportunitat de revalidar la seva acta de diputat.
El seu treball en Governació li va servir per a entaular una íntima amistat amb Azaña, que sempre el va tenir com a persona de màxima confiança. Durant el bienni radical-cedista es va allunyar de la primera línia de l'activitat política, però no del tot: va col·laborar amb Azaña en la creació d'Izquierda Republicana i va estar involucrat en la creació de Política, el periòdic azañista. En febrer de 1936 va ser candidat per Izquierda Republicana en la candidatura del Front Popular, novament per Alacant. El triomf frontpopulista a la província va ser clar, amb Esplá com a candidat més votat, de manera que va obtenir la seva acta de diputat. Després de la constitució del primer govern Azaña, aquest li va oferir a Esplá la sotssecretaria de Presidència, que va ser rebutjada. No obstant això, després de l'elevació d'Azaña a la presidència de la República al maig va acceptar el càrrec.
En els primers estadis de la Guerra Civil Esplá va ser nomenat per José Giral sotssecretari de Presidència. Va formar part de la Junta Delegada del Govern per a Llevant, una delegació de republicans moderats, encapçalada pel president de les Corts, Mártinez Barrio, que va arribar a València el 20 de juliol amb la doble missió de convèncer l'indecís general Martínez Monje que romangués fidel al govern de la República i no es revoltés, i contrarestar el poder dels comitès obrers. La Junta va complir el seu primer objectiu, però no el segon, encara que Esplá va anunciar el 23 de juliol la dissolució del Comitè Executiu Popular, creat per les organitzacions obreres durant la revolta militar, la qual cosa no va ser acceptada per aquest.
En constituir-se el primer govern de Largo Caballero, al setembre de 1936, va ser nomenat secretari general del Consell de Ministres, centrant-se en labors diplomàtiques com a membre de la delegació espanyola en la Societat de Nacions. Al segon govern de Largo Caballero (5 de novembre de 1936), immediatament traslladat a València, va ser nomenat ministre de Propaganda, ministeri de nova creació al front del qual va romandre fins als fets de maig de 1937, que van desembocar en la dimissió de Largo Caballero i el nomenament de Negrín com a president del govern. La seva labor com a ministre va consistir a promocionar fora d'Espanya la causa de la República, buscant el suport dels intel·lectuals de tot el món. Com a part d'aquest esforç, fou el promotor de la creació d'Hora de España.
Malgrat el canvi de govern, Esplá va seguir al capdavant de les activitats de Propaganda, però dins del ministeri d'Estat, del qual Negrín el va nomenar sotssecretari. Allí es va encarregar també de racionalitzar el servei diplomàtic de la República, al mateix temps que maniobrava en la Societat de Nacions en favor de l'Espanya republicana. No obstant això, Esplá va perdre la fe en el triomf en la guerra i es va allunyar del doctor Negrín i de la seva política de resistència a ultrança, per la qual cosa va dimitir a l'abril de 1938.

## Exili
En finalitzar la Guerra Civil, es va instal·lar inicialment a París, com a corresponsal d'una publicació argentina. A Espanya havia estat condemnat pel Tribunal Especial de Repressió de la Maçoneria i del Comunisme a trenta anys de presó. A París, va col·laborar amb el SERE de Juan Negrín. L'agost de 1940 es va exiliar a Mèxic, després d'un breu pas per Argentina, on va ser secretari de la Junta d'Auxili als Republicans Espanyols (JARE) i administrador dels fons de la República en l'exili amb l'objectiu d'ajudar els exiliats republicans espanyols. Després de la dissolució de la JARE al desembre de 1942, va continuar la seva labor en la CAFARE.
Durant la seva estada a Mèxic (1940-1950), la seva activitat política va ser molt intensa. Va promoure la fundació d'Acció Republicana Espanyola, un intent d'unir els partits republicans en l'exili. Va estar també involucrat en la creació de la Junta Española de Liberación (JEL), una alternativa per a la formació d'un govern republicà que integrava republicans i socialistes, oposat a negrinistes i comunistes. Dins de la JEL, va ajudar el seu secretari general, Indalecio Prieto, en el seu esforç per aconseguir que la Conferència de San Francisco, per la qual es van crear les Nacions Unides, rebutgés el règim franquista. La Carta de les Nacions Unides va incloure finalment l'esmena que impedia l'accés als organismes internacionals als estats i règims constituïts pel suport de les Potències de l'Eix. No obstant això, la malaltia de la seva dona i la seva pròpia postura política, contrària a la restauració dels òrgans republicans en l'exili i partidària de la via plebiscitària propugnada per Prieto, el van portar al distanciament de Giral i dels governs de la República en l'exili, si bé va continuar sent el president del Centre Republicà Espanyol de Mèxic. Per completar els seus ingressos, va haver de treballar com a traductor per a diverses editorials.
En 1950 va ingressar per concurs al cos de traductors de les Nacions Unides, i va viure a Washington, Nova York, Guatemala, Ginebra, l'Haia, París i Mèxic. En 1956, va sofrir una greu malaltia que el va portar a la vora de la mort. Novament a Mèxic, va promoure la creació de l'Acció Republicana Democràtica Espanyola (ARDE), al juliol de 1959, en la qual es van integrar els antics partits republicans, Izquierda i Unió Republicana, com també la de l'Ateneu Republicà Espanyol de Mèxic. En aquest país va morir el 6 de juliol de 1971 després de sofrir una llarga depressió. Les seves restes mortals es troben al Panteó Espanyol de Mèxic.

## Obres
- De la lucha (1916);
- Unamuno, Blasco Ibáñez y Sánchez Guerra en París (1940);
- ¿Cuándo volvemos a España? (1942);
- Don Amadeu Hurtado, un liberal europeo (1952);
- Zarabanda franquista (1953).